# Грем Дотт
Грем Дотт (англ. Graeme Dott; нар. 12 травня 1977 року) — шотландський професійний гравець у снукер.

## Коротка біографія
Грем Дотт народився в містечку Ларкхол, Південний Ланаркшир, Шотландія. У 1994 році він став професіоналом і вперше увійшов до топ-16 у 2001 році.
Дотт виграв два рейтингові турніри - Чемпіонат світу зі снукеру 2006 року та Відкритий чемпіонат Китаю 2007 року, а також був фіналістом на чемпіонатах світу 2004 та 2010 років. Він був другим номером світового рейтингу в 2007 році, але клінічна депресія серйозно позначилася на формі Грема, змусивши його опуститися на 28-ме місце в сезоні 2009–2010. Потім він відновив форму і знову увійшов до 16 кращих снукеристів світу та вийшов у свій третій фінал Чемпіонату світу.
Досягнувши фіналу World Grand Prix 2020 року, Грем Дотт став першим гравцем в історії гри, який виходив до фіналів рейтингових турнірів у чотири різні десятиліття (першим таким фіналом став фінал Відкритого чемпіонату Шотландії 1999 року).

## Віхи кар'єри
1999 рік. Досягає свого першого рейтингового фіналу на Відкритому чемпіонаті Шотландії, де програє Стівену Хендрі.
2001 рік. Програє Джону Гіггінсу в фіналі Відкритого чемпіонату Великої Британії. Піднімається до топ-16.
2004 рік. Вперше досягає фіналу чемпіонату світу, програвши там Ронні О’Саллівану з рахунком 8-18.
2005 рік. Фіналіст Кубку Мальти, у вирішальній грі знову поступається Стівену Хендрі.
2006 рік. Насолоджується найкращим моментом у кар’єрі, вигравши Чемпіонат світу. На шляху до перемоги перемагає Ніла Робертсона і Ронні О’Саллівана, а фіналі переграє Пітера Ебдона в епічній битві з рахунком 18-14.
2007 рік. Здобуває свій другий рейтинговий титул, обігравши Джеймі Коупа в фіналі Чемпіонату Китаю. Піднімається на друге місце у світовому рейтингу.
2010 рік. Третій фінал у Крусіблі. Програє 13-18 Нілу Робертсону.
2018 рік. Досягає фіналів German Masters та Shoot Out, але його перемагають Марк Вільямс та Майкл Джорджиу відповідно.
2020 рік. Виходить до фіналу World Grand Prix, де програє Нілу Робертсону з рахунком 8-10.

## Особисте життя
Ще з юності в Грема Дотта склалися міцні стосунки з Алексом Ламбі, власником снукерного клубу з Ларкхола в Ланаркширі, який з 12 років був його наставником і продовжував керувати його професійною кар'єрою. У 1997 році Дотт почав стосунки з 16-річною дочкою Алекса Ламбі - Елейн. Пара одружилася в 2003 році, а в 2004 році у них народилася перша дитина, син на ім’я Льюїс.
У січні 2006 року у Алекса Лембі діагностували рак нирки. Хоча Алекс дожив до моменту тріумфу Дотта на чемпіонаті світу, він помер у грудні 2006 року, поки Дотт грав на чемпіонаті Великої Британії. Через кілька тижнів Елейн, яка була вагітна, пережила викидень, коли Дотт грав на "Мастерсі" 2007 року. Після цих переживань Грем впав у важку депресію, що вплинуло на його результати в матчах. Він програв 15 професійних матчів поспіль і скотився в рейтингу, випавши з топ-16. Згодом ліки допомогли йому відновити своє місце в топ-16.
У листопаді 2008 року в Грема Дотта та його дружини народилася друга дитина, дочка Люсі.
Дотт вболіває за футбольний клуб Глазго Рейнджерс.